# 安城市立桜林小学校
安城市立桜林小学校（あんじょうしりつ おうりんしょうがっこう）は、愛知県安城市桜井町にある公立小学校。

## 概要
- 川島町、東町、堀内町、村高町、桜井町（雨池、阿原、入越上、印内北分、印内南分、太田、大橋、大役田、小原薮、貝戸尻、上小縄手、干地、北阿原下、北新田、蟻路、グテ、小縄手、小社、桜林、寒池、三度山、下谷、城阿原、城向、新左、雑用山、高見、立園、茶木原、茶屋坊、土取、塔元、中開道、中新田、中狭間、西天上、西徳、西町上、西町下、西町中、東天上、東徳、二タ子、古井堤、坊主山、宮下、宮西、元山、森田、門原、薬師田、山ノ寺、蓮台）が校区であり、公立中学校に進学する場合は安城市立桜井中学校に進学する[1]。尚、校区は1960年に統合により廃校となった、旧・桜井町立桜井北部小学校（安城市立桜井小学校の前身校の一つ）に、ほぼ該当する。
- 校地は弥生時代の遺跡の中狭間遺跡の一角にあたる。校舎建設前の1979年に発掘調査が行われ、弥生土器、木製品、祭祀具、建物跡、溝などが見つかっている[2]。このことから、校内に歴史体験広場が設置され、高床倉庫、竪穴建物が復元されている。

## 沿革

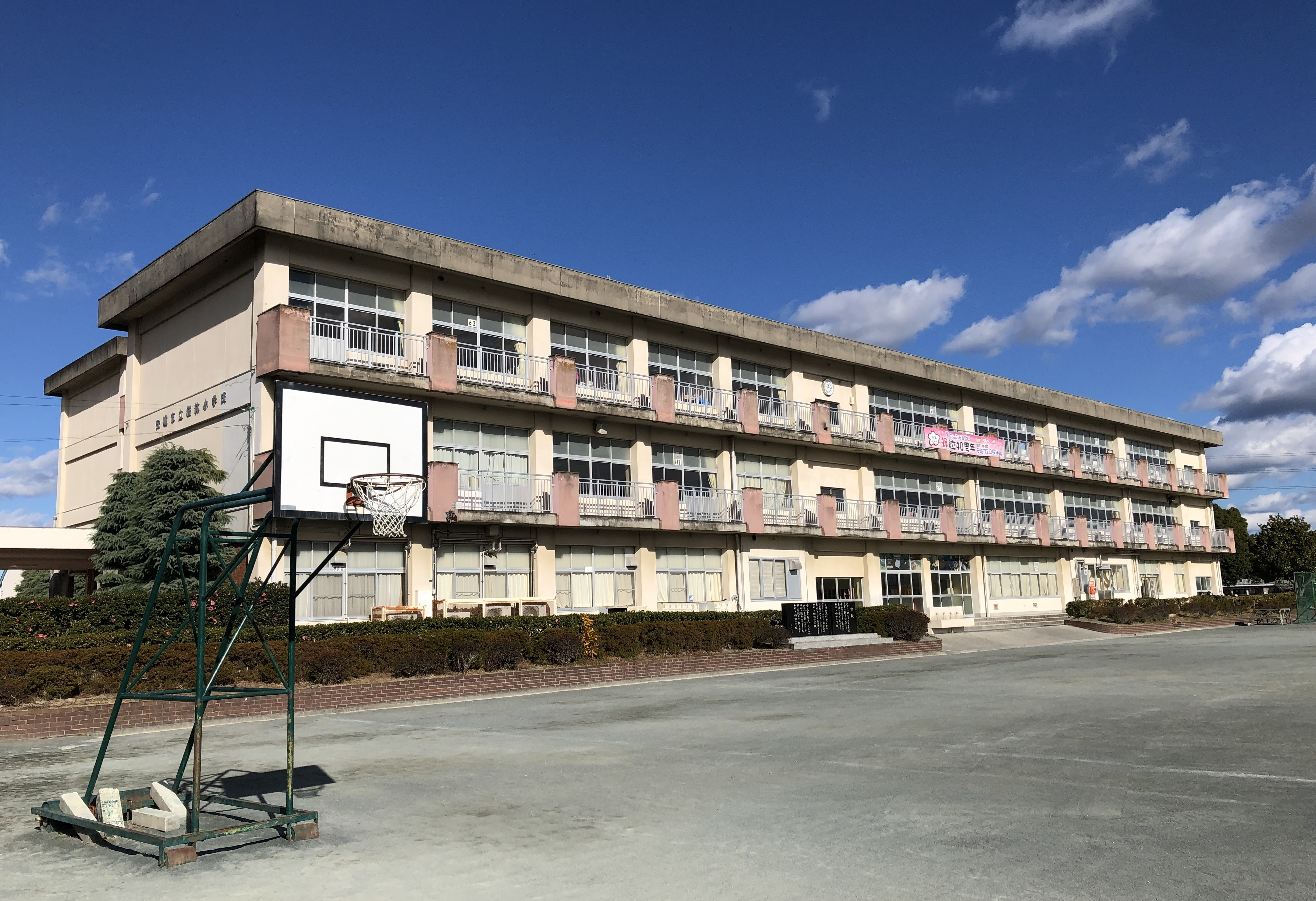
校舎

- 1981年（昭和56年）4月 - 安城市立桜井小学校から分離し、安城市立桜林小学校として開校。
- 2000年（平成13年）
  - 3月 - 高床倉庫を復元する。
  - 10月 - 竪穴建物を復元する。歴史体験広場が完成する。
  - 11月25日 - 開校20周年記念式典を行う。

## 交通アクセス
- 名鉄西尾線堀内公園駅下車、徒歩約12分。
- 名鉄西尾線桜井駅下車、徒歩約15分。
- あんくるバス桜井線「城山公園」バス停より徒歩約5分。

## 周辺施設
- 愛知県立安城特別支援学校
- 安城市立桜井中学校
- 堀内公園
- 城山公園（桜井城址）
- 二子古墳
- 桜井神社
- アピタ安城南店
- 名鉄西尾線堀内公園駅